# Дрохва сахелева
Дрохва сахелева (Lophotis savilei) — вид птахів родини дрохвових (Otididae).

## Поширення
Поширений в африканському регіоні Сахель — поясі саван південніше Сахари. Трапляється від Сенегалу та Мавританії на схід до Судану.

## Опис
Тіло завдовжки до 42 см. Верхня частина тіла коричнева з чорними плямами. Голова сіра, груди чорні.

## Спосіб життя
Живиться комахами, дрібними хребетними, ягодами, квітами, травами. У західній частині ареалу сезон розмноження триває з вересня по жовтень. У Чаді племінну активність спостерігали у вологий сезон з червня по серпень, а в Судані птахів у готовності до розмноження спостерігали між липнем та вереснем.